# EF-G
EF-G ili elongacioni faktor G (istorijski poznata kao translokaza) jedan je od prokariotskih elongacionih faktora.

## Funkcija
Faktor EF-G katalizuje translokaciju tRNK i iRNK duž ribozoma na kraju svakog kruga polipeptidne elongacije. Homologan je sa EF-Tu + tRNA. EF-G se takođe vezuje za ribozom u njegovom GTP-vezanom stanju. Kad se asocira sa A mestom, EF-G uzrokuje da tRNK koja je prethodno okupirala to mesto zauzme intermedijarnu A/P poziciju (pri čeum se vezuje za A mesto male ribozomne podjedinice i za P mesto velike podjedinice), i tRNA u P mestu se pomera u P/E hibridno stanje. EF-G hidroliza GTP-a uzrokuje konformacionu promenu, usled čega A/P tRNK poputuno zauzima P mesto, P/E tRNK potupuno zauzima E mesto (i napušta ribozomni kompleks), i iRNK se pomera za tri nukleotida u odnosu na ribozom usled njene asocijacije sa tim tRNK molekulima. EF-G molekul vezan za se zatim disocira od kompleksa, ostavljajući slobodno A-mesto, gde elongacioni ciklus može ponovo da počne.
Osim njegove uloge u translokaciji, EF-G, deluje da zajedno sa ribozomskim reciklacionim faktorom promoviše reciklaciju ribozoma u GTP zavisnom maniru.

## Klinički značaj
Ovaj enzim obično inhibira fusidinska kiselina. Pojedine varijante enzima su otporne.

## Evolucija
EF-G ima kompleksnu evolucionu istoriju. Brojne paralogne verzije faktora su prisutne kod bakterija, što sugestira subfunkcionalizaciju različitih EF-G varijanti.

## Spoljašnje veze
- Peptide+Elongation+Factor+G на 